# کولان (زادار)
کولان (به لاتین: Kolan) یک دهکده و شهرداری در شهرستان زادار در کشور کرواسی است. بر اساس سرشماری سال ۲۰۱۱ میلادی، ۷۹۱ نفر در کولان زندگی می‌کنند
این ناحیه در سال ۲۰۰۲ با جدایی از شهر پاگ دارای مرکز اداری مستقل شد.